# دانيال فينكلر
دانيال فينكلر (بالإنجليزية: Daniel Winkler)‏ هو لاعب كرة قاعدة أمريكي، ولد في 2 فبراير 1990 في إفينغم في الولايات المتحدة.

## وصلات خارجية
- دانيال فينكلر على موقع دوري كرة القاعدة الرئيسي (الإنجليزية)
- دانيال فينكلر على موقعبيزبول رفرنس.كوم (الدوري الرئيسي) (الإنجليزية)
- دانيال فينكلر على موقعبيزبول رفرنس.كوم (الدوري الثانوي) (الإنجليزية)
- دانيال فينكلر على موقع إي إس بي إن.كوم (أم.أل.بي) (الإنجليزية)
- دانيال فينكلر على موقع مشجعي الرسوم البيانية (الإنجليزية)